# RTI Music Awards

Logo RTI Music

Les RTI Music Awards sont des récompenses organisée en Côte d'Ivoire par la Radiodiffusion-Télévision ivoirienne (RTI)

## RTI Music Awards 2006
- L’artiste ou groupe interprète masculin de l’année :Erickson Le Zulu

- L’artiste ou groupe interprète féminin de l’année :Bétika

- La révélation scène : Dream Team Dj

- Album zouglou ou Youssoumba : Les Mercenaires

- Album musique urbaine ou DJ ou Coupé Décalé : Arsenal DJ

- Album de musique mandingue : Kandet Kanté

- L’album de musique traditionnelle :N'Guié Orchestra

- L’album de musique chrétienne : les anges de l’Eternel

- L’album Reggae / Rap / Ragga / Hip Hop/ R&B : Les Gbonhi Yoyo

- Le meilleur album des chansons Variétés : Konty DJ

- L’album de musique de la diaspora : Teeyah

- L’album révélation de l’année : Shanaka Yakuza

- Spectacle de musique de l’année : Bétika

- Le clip vidéo de l’année : Teeyah

- Super Award 2006: Bétika